# William Lilly

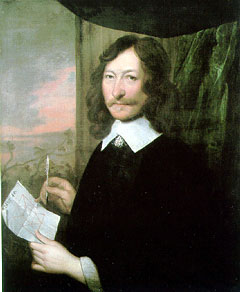
William Lilly

William Lilly (Diseworth, 1 mei 1602 - Hersham (Surrey), 9 juni 1681) was in zijn tijd een beroemd Engels astroloog. Hij was vooral bekend om zijn voorspellingen met uurhoekhoroscopen die hij voor zijn cliënten trok. William Lilly veroorzaakte heel wat opschudding toen hij naar verluidt de Grote Brand van Londen van 1666 voorspelde, veertien jaar vóór die plaatsgreep. Kwatongen beweerden dat hij zelf die brand zou hebben aangestoken, maar dat is nooit bewezen. Hij werd wel voor het parlement opgeroepen om zich te verdedigen, maar werd onschuldig bevonden.

## Leven
William Lilly werd geboren in Diseworth, Leicestershire, waar zijn familie al generaties lang als kleine landeigenaars en boeren bekendstond.
"In deze stad, in de parochie van Lockington, werd ik geboren op de eerste dag van mei 1602, als zoon van Robert, zoon van Rowland &c. Mijn moeder was Alice, dochter van Edward Barham van Fiskerton Mills in Nottinghamshire." Hij ontving een klassieke basisscholing vanaf 1613 in de school te Ashby-de-la-Zouch, waar hij les kreeg van een zekere Mr. John Brinsley, "one, in those times, of great abilities for instruction of youth in the Latin and Greek tongues..." Hij wijst erop dat zijn leraar hem nooit logica leerde. Lilly vernoemt zelf als auteurs die ze op school bestudeerden onder meer Cato, Aesopus, Ovidius, Virgilius, Horatius en Homerus.
"Toen ik veertien jaar was, werd ik door een kameraad op school zo hard geslagen dat mijn rechteroog er bijna uitkwam. Datzelfde jaar, omstreeks Michaelmas, kreeg ik een maagprobleem door het eten van beukennootjes en daarop hevige koorts.
"Op mijn zestien jaar kreeg ik last van onrustwekkende dromen over mijn redding en verdoemenis, alsook over de vernietiging van de zielen van mijn vader en moeder. 's Nachts begon ik vaak te wenen en te bidden, uit schrik dat mijn zonden god zouden beledigen.
Volgens wat hij in zijn autobiografie schreef ("William Lilly's History of His Life and Times: From the Year 1602 to 1681) stierf zijn moeder toen hij 17 jaar oud was. Bovendien was zijn meester Brinsley een jaar later wegens vervolging door de kerk verplicht om zijn school te verlaten en in Londen les te gaan geven. William trok dan maar in bij zijn vader, een armoedige periode uit zijn leven waarbij hij wat bijverdiende door in de school af en toe les te geven.
Op 4 april 1620 nam hij afscheid van zijn vader en vertrok naar Londen. Daar vond hij werk in dienst van een ouder koppel. "De naam van mijn meester was Gilbert Wright, geboren te Market Bosworth in Leicestershire; mijn meesteres was geboren in Ashby de la Zouch, waar ik school had gevolgd. Deze Gilbert Wright kon lezen noch schrijven en leefde van een jaarlijkse rente, zonder roeping of beroep, maar was eerder in dienst geweest bij Lady Pawlet in Hertfordshire." Zijn meester trouwde een tweede keer, ditmaal met een erg rijke weduwe van 70 jaar. Zij overleed in 1622 aan, te oordelen naar wat Lilly beschrijft, de gevolgen van borstkanker, waarna meester Wright in februari nogmaals trouwde. Toen hij zelf op 22 mei 1627 stierf, liet hij Lilly een jaargeld van 20 pond na. Lilly trouwde met de weduwe en toen die op haar beurt stierf in 1633, erfde hij haar eigendom ter waarde van 1000 pond.

## Astrologische carrière
Waarom Lilly astrologie ging studeren vertelt hij zelf in zijn autobiografie:

"Het gebeurde op een zondag in 1632, toen ikzelf en een vrederechter, voor we aan het werk gingen allerlei dingen bespraken. Hij wees erop dat die en die persoon een groot geleerde was omdat hij een almanak kon maken' ... 'Hij zei dat hij me met een zekere Evans in Gunpowder-Alley kon laten kennismaken, iemand die voordien in Staffordshire had gewoond, een uitmuntend wijs man die de Zwarte Kunst bestudeerde...'
Hij begon zich nu met astrologie bezig te houden, las er alle boeken over die hij te pakken kon krijgen, en waagde zich af en toe eens aan een astrologische analyse om een probleem op te lossen. Hij studeerde naar eigen zeggen wel tot 18 uur per dag, "day by night". Een van de eerste gevallen waar hij succes boekte, (omstreeks 1634, 1635) zo beschrijft hij zelf, was dat van een jonge, vrouw (' a Lady living in Greenwich,') die verkering had met een lord. Nadat ze zwanger was geraakt wilde hij echter niets meer van haar weten en deed zijn kamer op slot. Ze vroeg Lilly om advies. Die berekende de dag en het tijdstip waarop ze naar de kamer van haar heer moest gaan, en dat lukte ook, want de kamer was nu niet op slot en ze bracht de nacht door bij haar lord.
In de jaren 1642 en 1643 wijdde hij zich aan een zorgvuldige herlezing van zijn boeken, in het bijzonder die van Valentine Naibods Commentary on Alcabitius. Deze auteur bestudeerde hij heel nauwgezet en roemde hem als een van de diepzinnigste schrijvers die hij kende, een bekwaam uitlegger van de leer van Ptolemaeus. Omstreeks dezelfde tijd begon hij naar eigen zeggen nauwkeurig alle belangrijke gebeurtenissen in verband met koning en parlement te noteren. Hij kwam op die manier tot het inzicht dat er een verband moest bestaan tussen ondermaanse (aardse) gebeurtenissen en hogere oorzaken. Als dat zo was, zo is zijn redenering,
... dan moest het ook mogelijk zijn om deze aardse gebeurtenissen (vooraf) te ontdekken 
door de configuraties van de hemellichamen te bestuderen.
In april 1644, publiceerde hij 'Merlinus Anglicus Junior' en in juni van datzelfde jaar 'Supernatural Sight'. Vervolgens ook 'White King's Prophecy' (waarvan hij naar eigen zeggen 800 exemplaren op enkele dagen tijd verkocht), en verdiende acht pond met 'Prophetical Merlin'.
In 1645 gaf een zekere Naworth een almanak uit waarin hij William Lilly 'an impudent senseless fellow' noemde. Lilly ging aan het werk om zijn reputatie recht te zetten en zich op Naworth te wreken. Op basis van de geboortehoroscoop van de koning voorspelde hij in 'Anglicus' uit 1645 dat, in geval van een strijd, deze een slechte afloop zou kennen. Dat kwam uit, wat een overwinning voor Lilly op Naworth betekende. In 1645 publiceerde hij ook de verhandeling 'Starry Messenger', waarin hij een astrologische voorspelling maakte over de gevolgen van de zoneclips van 11 augustus 1644.
Het was omstreeks 1645, zo zegt hij in zijn autobiografie, dat hij al met plannen rondliep voor 'An Introduction unto Astrology'. Hij spendeerde bijna een jaar aan het eerste deel, bedoeld als studieboek over astrologie, en vatte dan het tweede deel aan, dat vooral over het 'oplossen van vragen' handelde, de interpretatie van de zogenaamde uurhoekhoroscoop. In 1647 was het derde deel over de geboortehoroscoop ('nativities') klaar. Deze drie boeken zouden samen met de Tetrabiblos van Ptolemaeus tot de meest toonaangevende astrologische basiswerken gaan behoren van de klassieke astrologie.

## Moderne invloed
De publicatie van een facsimile van de originele 1647- editie van Lilly's Christian Astrology in 1985 door de Regulus Press in het Verenigd Koninkrijk leidde enerzijds in Noord-Amerika en Europa tot een herleving van het onderzoek over de Geschiedenis van de astrologie en anderzijds ook tot een transformatie van de technieken van de moderne astrologie. Zo begonnen Olivia Barclay en andere Britse astrologen Lilly's astrologisch werk aan de vergetelheid te onttrekken en stimuleerden op die manier de uiteindelijke heruitgave van Christian Astrology. In 2004 publiceerde Astrology Center of America in de reeks Astrology Classics een nieuwe druk van de eerste twee boeken "An Introduction to Astrology" en "The Resolution of all manner of Questions and Demands", waarna kort daarop Lilly's derde boek "Nativities" over geboortehoroscopen volgde.

## Christian Astrology
Christian Astrology uit 1647 is William Lilly's bekendste werk. Het bestaat uit de volgende 3 boekdelen:
1. Book 1: An Introduction to Astrology
2. Book 2: The Resolution of all manners of Questions and Demands
3. Book 3: An Easie and Plaine Method How to Judge Upon Nativities